# Avenida Eduardo Mondlane
A Avenida Eduardo Mondlane é uma via de quatro a seis faixas com cerca de 3,5 quilómetros de comprimento na capital moçambicana de Maputo. Atravessa todo o centro da cidade de Maputo e liga os bairros da Polana, Central e Alto Maé. O seu nome vem do primeiro líder do movimento de independência FRELIMO, Eduardo Mondlane. É uma das artérias mais importantes do centro da cidade de Maputo.

## Geografia
A Avenida Eduardo Mondlane começa na intersecção com o eixo norte–sul da Avenida Julius Nyerere, na parte sudeste da cidade, no distrito da Polana. A partir daí, dirige-se para noroeste em linha reta. A avenida atravessa vários outros eixos importantes: as avenidas Salvador Allende, Amílcar Cabral, Vladimir Lenine, Karl Marx e Guerra Popular. A via termina na fronteira com o distrito de Nhlamankulu na rotunda Avenida da Zâmbia/Rua João Albasini, que dá acesso às avenidas da Tansânia, Marien Nghouabi e Mao Tsé Tung, bem como à Avenida do Trabalho (Malanga).

## História

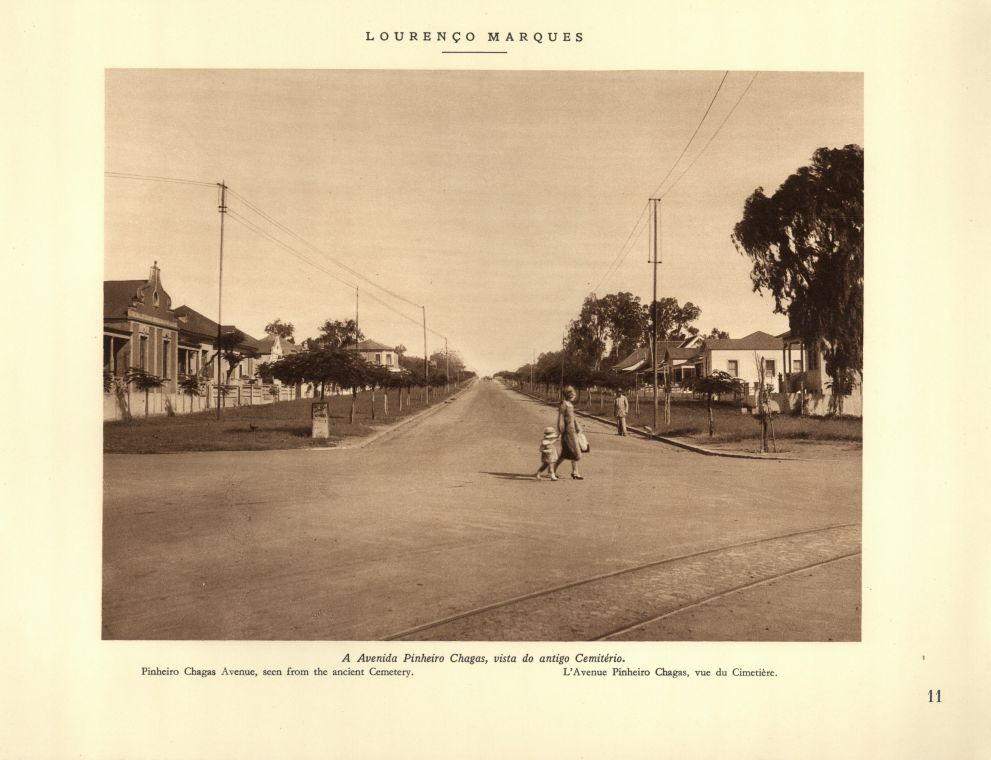
Vista da então Avenida Pinheiro Chagas do cemitério em direção ao leste, nos anos 20.

A rua pertence aos eixos primitivos da cidade, previstas no plano de urbanização Joaquim José Machado em 1887 sob o nome de Avenida Pinheiro Chagas, juntamente com a via paralela, a Avenida 24 de Julho. Com a crescente urbanização da cidade no sentido oeste (alargamento do porto em direção à Matola) e leste (criação dos distritos de Polana e Sommerschield), a importância da avenida aumentou. Inicialmente, chamava-se Avenida Pinheiro Chagas, em homenagem ao escritor português.
Depois da  independência de Moçambique, muitos arruamentos da cidade perderam os seus nomes originais, incluindo esta avenida. Desde 1975, o seu nome homenageia Eduardo Mondlane, o primeiro presidente da FRELIMO, que foi assassinado em 1969.
Com a recuperação económica após o fim da guerra civil em 1992, a estrada também ganhou importância devido ao aumento do tráfego. Entretanto, os engarrafamentos estão a tornar-se mais frequentes, especialmente nas horas de ponta. Para além disso, a via é hoje considerada a maior (e mais longa) rua comercial da cidade. Especialmente no extremo ocidental, há numerosos vendedores informais à beira da estrada.
Para aliviar o trânsito, o Conselho Municipal de Maputo está a planear construir um sistema de BRT entre o terminal rodoviário do Museu de História Natural via Avenida Eduardo Mondlane até ao norte da cidade; isto inclui, faixas de autocarros fisicamente separadas e paragens de autocarros dedicadas e cobertas. O troço da Avenida Eduardo Mondlane entre a Avenida Guerra Popular e a Avenida Tomás Nduda/Avenida Mártires do Machava está incluído no projeto.

## Edifícios importantes

### Polana

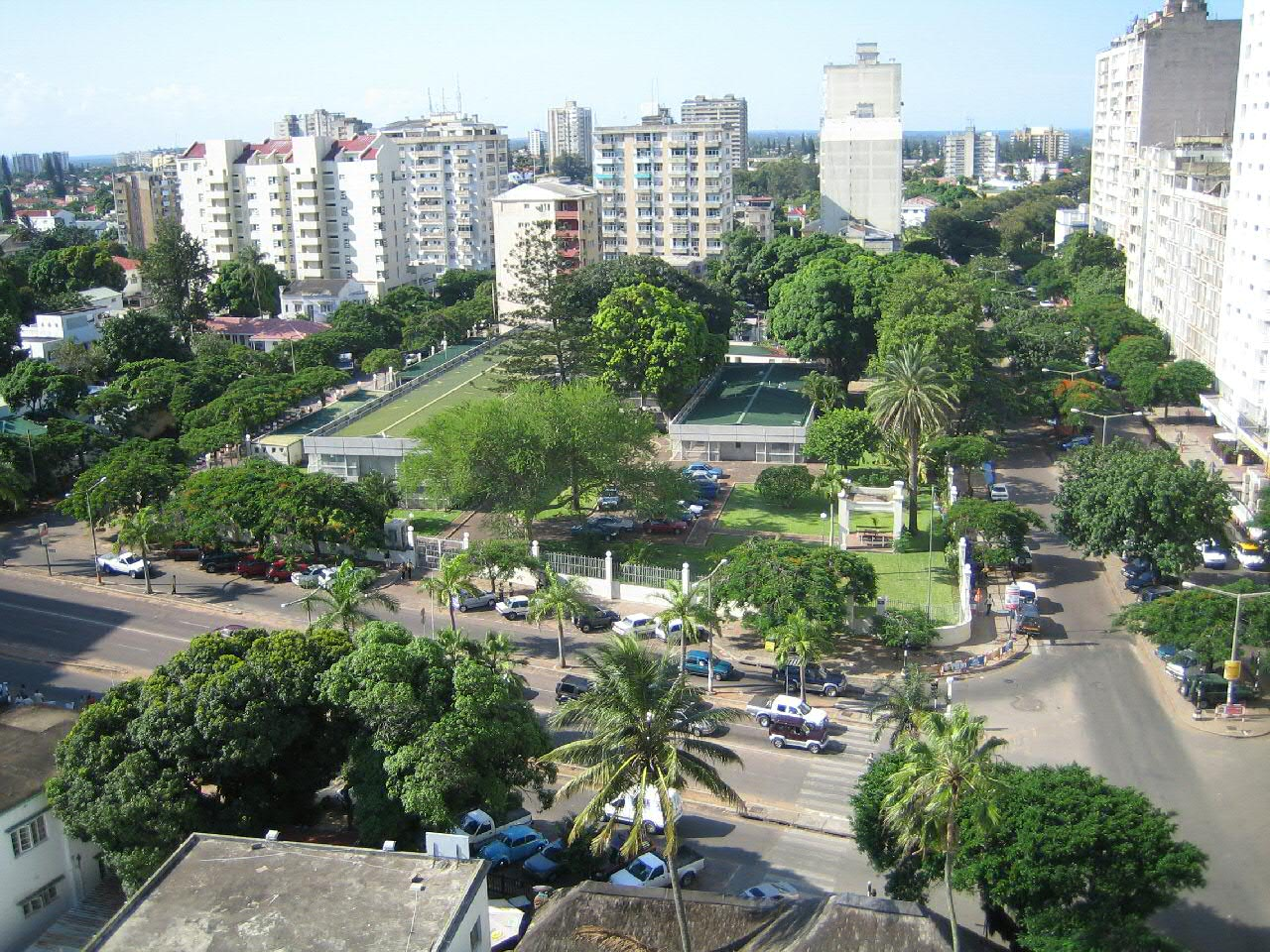
Início da avenida: Vista do Alto Comissariado da África do Sul

No extremo oriental da Avenida Eduardo Mondlane, na Polana, há numerosos edifícios comerciais e de escritórios, bem como embaixadas e altos comissariados. No cruzamento com a Avenida Julius Nyerere encontram-se a embaixada de Portugal, que é relevante para a política externa de Moçambique, e o alto comissariado da África do Sul. Nas vias secundárias, estão instalados vários ministérios e organizações estrangeiras.

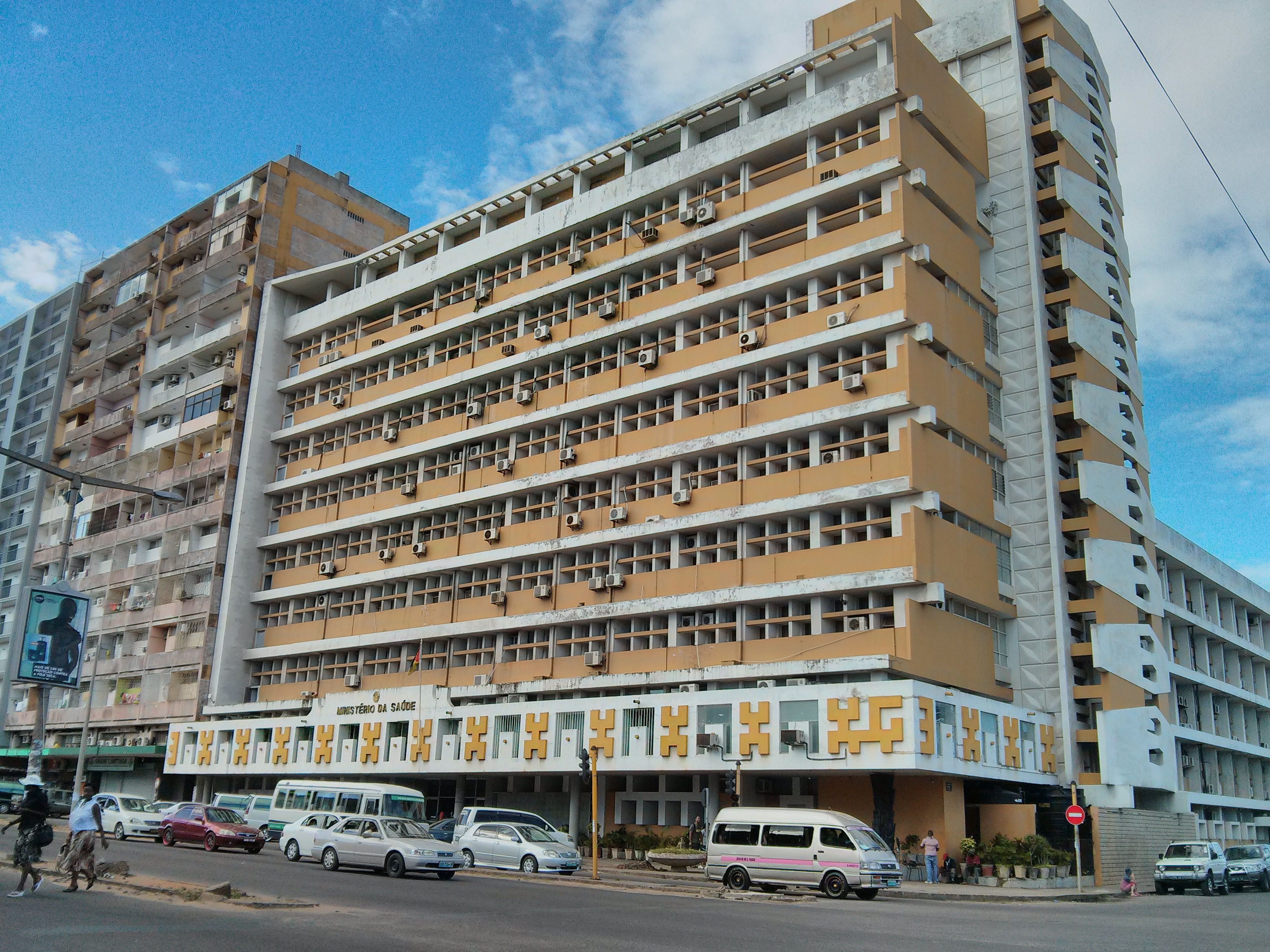
No cruzamento com a Avenida Salvador Allende encontra-se o Ministério da Saúde

Entre o cruzamento com a Avenida Tomás Nduda e a Avenida Salvador Allende encontra-se o Hospital Central de Maputo, cujas instalações cobrem uma área de 16 hectares. O hospital integra a Faculdade de Medicina da Universidade Eduardo Mondlane. Serviços médicos já se tinham estabelecido neste sítio no início do século XX. A partir da década de 1930, após vários concursos de arquitetura, a administração colonial construiu o hospital sob o nome de Hospital Miguel Bombarda, em homenagem ao médico e político português. O edifício foi concebido por António Rosas. Na década de 1960, foram construídos vários anexos, concebidos por Francisco de Assis e Luiz de Vasconcelos. Originalmente, uma pequena vivenda fazia também parte do hospital, que se destinava a ser uma sala de convívio e uma pequena cantina para médicos. Em meados da década de 2000, instalou-se neste edifício um restaurante de luxo com discoteca. O nome — "Restaurante 1908" —  é uma alusão à data de construção da vivenda.
O Ministério da Saúde, também localizado no cruzamento da Avenida Eduardo Mondlane com a Avenida Salvador Allende, destaca-se pela sua moderna fachada dos anos 70. Francisco de Assis projetou o edifício, que foi inaugurado em 1971. Nessa altura, albergava a Direcção Provincial de Saúde.

### Central
Continuando para oeste, são principalmente os grandes edifícios residenciais dos anos 50 aos anos 70 com muitas lojas que caraterizam a avenida de seis faixas. No cruzamento com a Avenida Amílcar Cabral encontra-se a sede da Electricidade de Moçambique.
Além disso, localiza-se aqui a Mesquita Central de Maputo, bem como o centro social do clube de futebol de primeira divisão Liga Desportiva de Maputo e um campo de futebol.
No cruzamento com a Avenida Karl Marx encontra-se um dos cemitérios mais antigos de Maputo, o Cemitério de São Francisco Xavier, também conhecido como "Cemitério da Ronil". Criado por volta de 1886 fora dos limetes da cidade, a metrópole foi gradualmente crescendo em redor do cemitério. No início, tanto cristãos, como judeus e muçulmanos foram ali enterrados. Em 1957, os enterros deixaram de ser permitidos no cemitério, mas continuaram a realizar-se até 1974. Devido à falta de manutenção, o local tem sido habitado por pessoas sem abrigo. Em 2013, uma grande parte do cemitério ardeu.

### Alto-Maé

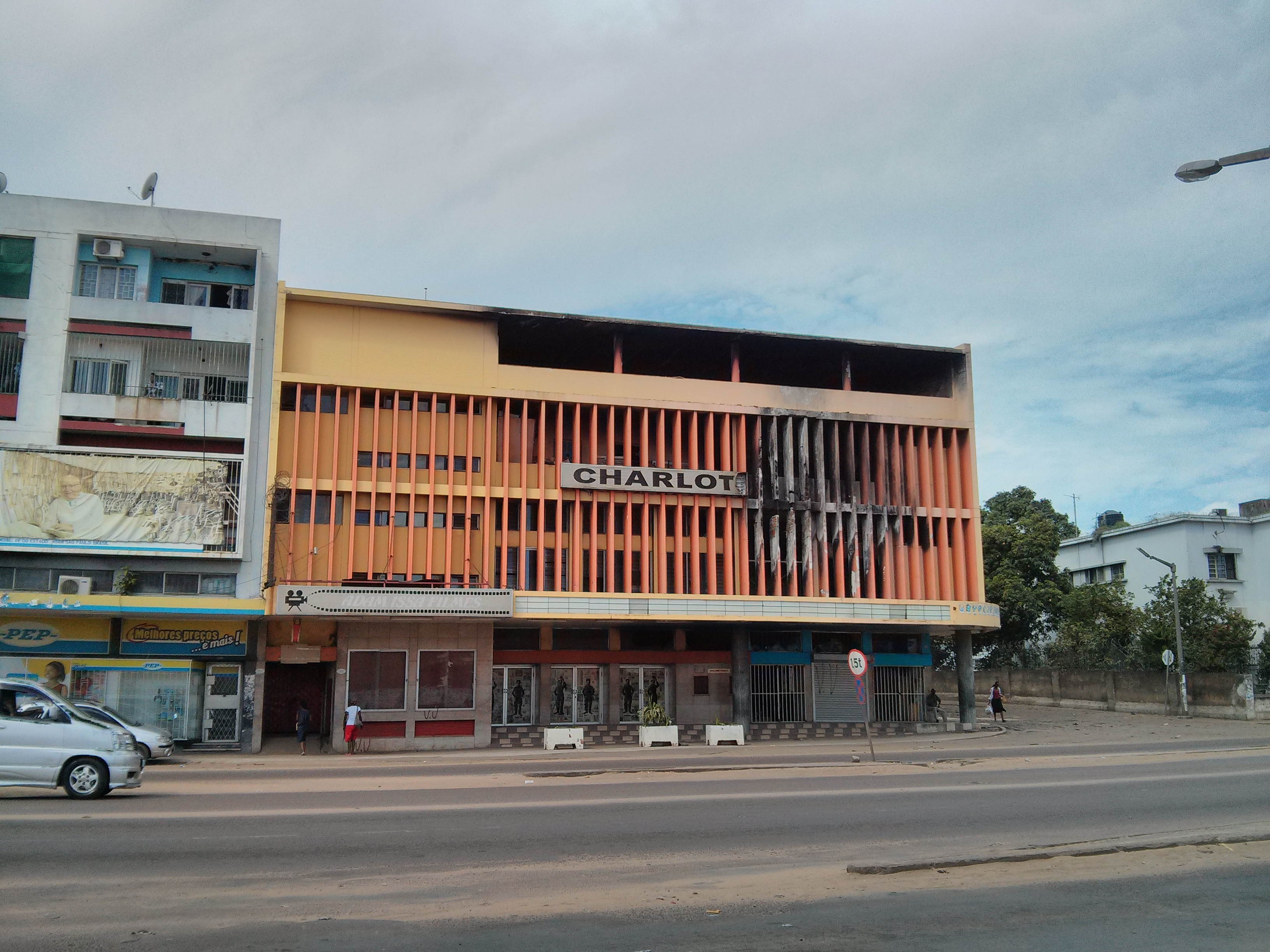
Desde um incêndio em setembro de 2013, o Cinema Charlot tem estado vazio.

No Alto-Maé, o último troço da avenida, a rua é também dominada por edifícios residenciais com lojas no rés-do-chão e em especial pelo comércio informal. O mercado de rua da Avenida da Guerra Popular estende-se até ao cruzamento.
No cruzamento com a Rua Rainha Dona Leonor encontra-se o Cinema Charlot, construído em 1963 e desenhado por Marco Miranda Guedes. Juntamente com o Cine África e o Teatro Gil Vicente, é um dos mais famosos cinemas da cidade. O cinema não tem sido utilizado desde que um incêndio o destruiu parcialmente em setembro de 2013.

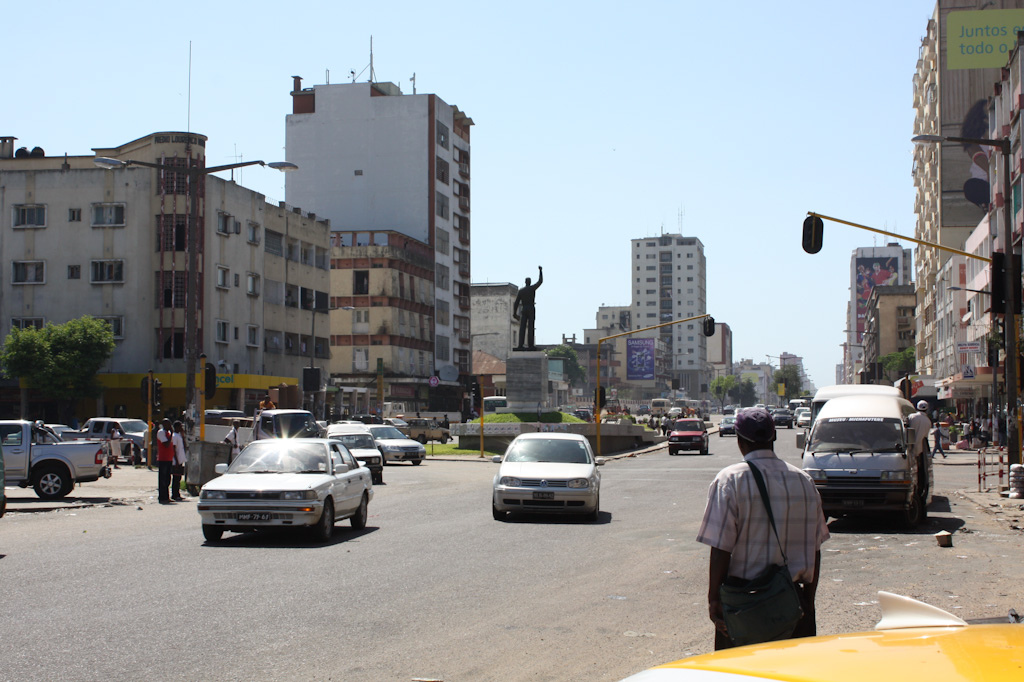
No extremo ocidental da avenida encontra-se uma estátua de Eduardo Mondlane.

No cruzamento com a Avenida da Zâmbia encontra-se uma estátua do primeiro líder da FRELIMO, Eduardo Mondlane. Muitas manifestações começam na estátua e continuam no centro da cidade. O termo "a estátua" designa coloquialmente toda esta zona.
No final da rua, no cruzamento com a Avenida da Tanzânia/Rua João Albasini/Avenida do Trabalho, existe um grande terminal de transportes, com numerosas paragens de autocarros públicos, mini-autocarros semi-públicos e informais.